# Catwick
Catwick är en ort och civil parish i Storbritannien.   Den ligger i kommunen East Riding of Yorkshire och riksdelen England, i den sydöstra delen av landet, 260 km norr om huvudstaden London. Catwick ligger 13 meter över havet och antalet invånare är 240.
Terrängen runt Catwick är mycket platt. Runt Catwick är det ganska tätbefolkat, med 139 invånare per kvadratkilometer. Närmaste större samhälle är Kingston upon Hull, 16,8 km söder om Catwick. Trakten runt Catwick består till största delen av jordbruksmark.